# Brane Benedik
Brane Benedik, slovenski smučarski skakalec, * 2. junij 1960, Kranj.
Benedik je za Jugoslavijo nastopil na Zimskih olimpijskih igrah 1980 v Lake Placidu, kjer je osvojil 45. mesto na srednji skakalnici in 49. na večji. V svetovnem pokalu je najboljši uvrstitvi dosegel na poletih v Ironwoodu 13. in 14. februarja 1981, ko je osvojil šesto in peto mesto.